# Ossido di indio-stagno
L'ossido di indio-stagno (più precisamente ossido di indio drogato con stagno, soprattutto noto con l'acronimo ITO, dall'inglese Indium tin oxide) è una soluzione solida di ossido di indio (III) (In2O3) e ossido di stagno (IV) (SnO2), tipicamente in percentuale in peso intorno al 90% In2O3 e 10% SnO2. È il più impiegato ossido trasparente conduttivo per la fabbricazione di pellicole conduttive trasparenti (PCT).
È trasparente alla luce e incolore in forma di sottile pellicola, mentre in grandi quantità presenta un colore dal giallo pallido al verde dipendente dalla concentrazione di drogante. Ha proprietà di riflettere radiazioni nella regione dell'infrarosso come un normale metallo. La caratteristica principale dell'ossido di indio-stagno è la combinazione di buona conducibilità elettrica e trasparenza ottica.
Esso è essenzialmente formato da un drogaggio sostitutivo di atomi In+3 dalla struttura cubica tipo bixbyite nel In2O3, con atomi di stagno.
Lo stagno forma così un legame interstiziale con l'ossigeno ed esiste sia sotto forma di SnO che SnO2, presentando quindi rispettivamente una valenza +2 e +4.
Questo stato di valenza ha una diretta connessione con la conduttività finale dell'ITO.
Lo stato di valenza più basso risulta in una netta riduzione nella concentrazione di portatori di carica, poiché un buco creato nella struttura ed esso si comporta come una trappola e riduce la conducibilità.
Dall'altro lato una predominanza dello stato SnO2 si comporta come un donatore di tipo n (n sta per negativo) fornendo elettroni alla banda conduttiva. Comunque nell'ossido di indio-stagno sia lo stagno sostitutivo che la lacuna di ossigeno contribuisce all'alta conduttività e il materiale potrebbe essere rappresentato come In2-xSnxO3-2x. Pellicole di ITO hanno un parametro di reticolo vicino all'In2O3 tra 10,12 e 10,31 Å.
L'alta trasmittanza ottica delle pellicole di ITO è la diretta conseguenza dell'essere un semiconduttore con una largo divario di banda generalmente maggiore di 3,75 eV. La fondamentale soglia di assorbimento normalmente giace nella finestra solare dell'ultravioletto e si sposta a più basse lunghezze d'onda con l'aumento della concentrazione di portatori di carica.
Quindi un compromesso va trovato nella deposizione, siccome l'alta concentrazione di portatori di carica aumenta la conduttività, ma diminuisce la sua trasparenza.
Per questo anche la scelta della tecnica di deposizione può cambiare i parametri fisici del materiale.
Sottili strati di ossido di indio-stagno sono comunemente depositati su varie superfici tramite evaporazione con fascio elettronico (EB-PVD), deposizione fisica da vapore, rivestimento per immersione, rivestimento per rotazione o varie tecniche di deposizioni a spruzzo.

## Usi
ITO è principalmente usato per fare rivestimenti trasparenti e conduttivi al tempo stesso per schermi a cristalli liquidi, schermi piatti, schermi al plasma, schermi tattili, applicazioni ad inchiostro elettronico, diodi organici ad emissione di luce, cellule fotovoltaiche, rivestimenti antistatici e scudi anti-interferenze elettromagnetiche. Nei diodi organici ad emissione di luce, l'ossido di indio-stagno è usato come anodo.
L'ITO è anche usato per svariati rivestimenti ottici, in particolare per rivestimenti a riflessione di infrarossi (specchio caldo) in campo architettonico, meccanico, e vetri per lampade a vapori di sodio.
Altri usi includono rilevatori di gas, elettroinumidimento
in dielettrici, e riflettori di Bragg per diodi laser a cavità verticale emettenti dalla superficie.
Un Estensimetro a sottili pellicole di ossido di indio-stagno può operare a temperature fino a 1400 °C e può essere usato in ambienti estremi, per esempio in turbine a gas, motori a reazione, e motori a razzo.
Questo materiale ha anche la capacità di essere modellato con la possibilità di formare microscopiche strutture tridimensionali, così da estendere la superficie disponibile delle pellicole, pur mantenendo invariato il volume totale occupato. Sono state prodotte pellicole nanostrutturate utilizzando templati o partendo da nanoparticelle di ITO o tramite sol-gel. Tali strutture sono sfruttate per l'ancoraggio di molecole opto- ed electroactive, che capaci di rispondere ad uno stimolo esterno di luce o elettrico, generano un segnale a sua volta luminoso o elettrico che può essere applicato in celle fotovoltaiche o in sensori optoelettronici.

## Alternative
A causa degli alti costi e della limitata disponibilità di indio, della fragilità e mancanza di flessibilità degli strati di ossido di indio-stagno, e degli elevati costi delle tecniche di deposizione che richiedono alte temperature e a volte alti livelli di vuoto, sono state cercate numerose alternative. Rivestimenti a base di nanotubi di carbonio conduttivi sono un promettente sostituto. Questi rivestimenti sono stati sviluppati per le loro caratteristiche di bassi costi e maggior resistenza meccanica.
Polimeri quali il poli(3,4-etilendiossitiofene) (PEDOT) e il poli(3,4-etilenediossitiofene) poli(stirenesulfonato) (PEDOT: PSS) sono considerati promettenti alternative nonostante la loro degradazione se esposti a radiazioni ultraviolette, e sono prodotti da aziende quali Agfa e H.C. Starck.
Per rimanere nel campo degli ossidi metallici, alternative all'ossido di indio-stagno sono reputati l'ossido di zinco drogato con alluminio e l'ossido di stagno recante droganti di tipo n come fluoro e antimonio. Nuovi studi stanno cercando di aumentare la percentuale di stagno presente nella struttura dell'ITO pur mantenendone intatte le caratteristiche di conduttività e trasparenza ottica.